# Saint-Alban-de-Montbel
Saint-Alban-de-Montbel település Franciaországban, Savoie megyében. Lakosainak száma 685 fő (2022. január 1.). Saint-Alban-de-Montbel Aiguebelette-le-Lac, La Bridoire, Dullin, Lépin-le-Lac és Novalaise községekkel határos.

## Népesség
A település népessége az elmúlt években az alábbi módon változott:
| Lakosok száma | 624  | 622  | 648  | 643  | 653  | 663  | 666  | 681  | 685  |
|               | 2013 | 2015 | 2016 | 2017 | 2018 | 2019 | 2020 | 2021 | 2022 |